# Letca
Letca es una comuna ubicada en el distrito de Sălaj, Rumania.

## Superficie
Posee una superficie de 60,50 kilómetros cuadrados.

## Demografía
Hasta 2021 la población era de 1625 habitantes, con una densidad de población de 26,86 habitantes por kilómetro cuadrado.